# Decretum super virtutibus

Decretum super virtutibus, expresie latină cu traducerea „Decretul asupra virtuților”, este faza finală a primei părți a unui proces de canonizare în Biserica Catolică care urmează analizei dosarului „Positio super virtutibus” (poziția asupra virtuților) realizată de relator, acceptată de Congresul Teologilor (o comisie de 9 teologi) și aprobată de comisia cardinalilor și episcopilor a Dicasteriul pentru Cauzele Sfinților. După lectura solemnă și semnarea lui de către autoritățile competente în fața papei, apelativul „Slujitor al lui Dumnezeu” se schimbă în „Venerabilul Slujitor al lui Dumnezeu”.